# 复合材料

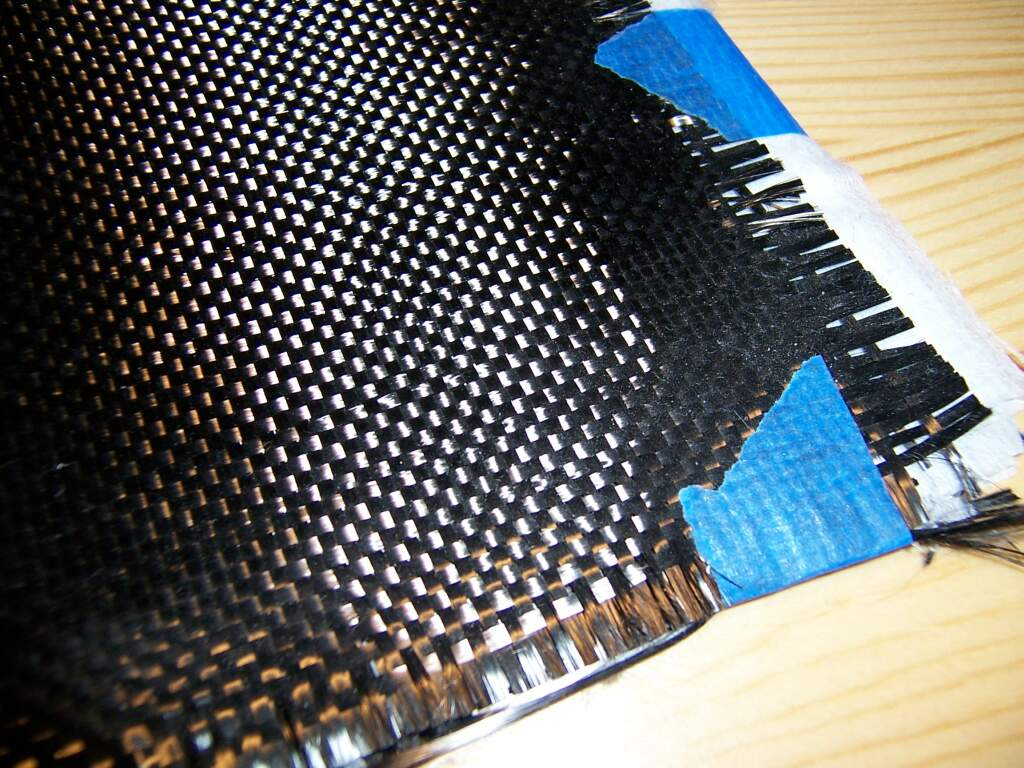

复合材料是由金属材料、陶瓷材料或高分子材料等两种或两种以上的材料经过复合工艺而制备的多相材料，各种材料在性能上互相取长补短，产生协同效应，使复合材料的综合性能优于原组成材料而满足各种不同的要求。
复合材料由连续相的基体和被基体包容的相增强体组成。复合材料的基体材料分为金属和非金属两大类。金属基体常用的有铝、镁、铜、钛及其合金。非金属基体主要有合成树脂、橡胶、陶瓷、石墨、碳等。增强材料主要有玻璃纤维、碳纤维、硼纤维、芳纶纤维、碳化硅纤维、石棉纤维、單晶晶鬚、金属丝和硬质细粒等。同时60年代，为满足航空航天等尖端技术所用材料的需要，先后研制和生产了以高性能纤维（如碳纤维、硼纤维、芳纶纤维、碳化硅纤维等）为增强材料的复合材料，其比强度大于4×106cm，比模量大于4×108 cm。为了与第一代玻璃纤维增强树脂复合材料相区别，这种复合材料被称为先进复合材料（新材料，Advanced Composites Material，简称ACM）。ACM具有质量轻，较高的比强度、比模量、较好的延展性、抗腐蚀、隔热、隔音、减震、耐高（低）温等特点，已被大量运用到航空航天、医学、机械、建筑等行业。

## 分类

### 复合材料

#### 按其组成分
- 金属与金属复合材料
- 非金属与金属复合材料
- 非金属与非金属复合材料

#### 结构特点分
- 纤维复合材料
- 夹层复合材料。
  - 实心夹层
  - 蜂窝夹层
- 细粒复合材料
- 混杂复合材料
  - 层内混杂
  - 层间混杂
  - 夹芯混杂
  - 层内/层间混杂
  - 超混杂复合材料

### 先进复合材料

#### 按基体材料分
- 金属基复合材料
- 陶瓷基复合材料
- 树脂基复合材料
  - 玻璃钢

### 其他复合材料

#### 纳米复合材料
纳米复合材料是以树脂、橡胶、陶瓷和金属等基体为连续相，以纳米尺寸的金属、半导体、刚性粒子和其他无机粒子、纤维、纳米碳管等改性为分散相，通过适当的制备方法将改性剂均匀性地分散于基体材料中，形成一相含有纳米尺寸材料的复合体系，这一体系材料称之为纳米复合材料。
- - 纳米聚合物基复合材料
  - 纳米碳管功能复合材料
  - 纳米钨铜复合材料

#### 功能复合材料
功能复合材料是指除机械性能以外而提供其他物理性能的复合材料。如：导电、超导、半导、磁性、压电、阻尼、吸波、透波、磨擦、屏蔽、阻燃、防热、吸声、隔热等凸显某一功能。统称为功能复合材料。功能复合材料主要由功能体和增强体及基体组成。功能体可由一种或以上功能材料组成。多元功能体的复合材料可以具有多种功能。同时，还有可能由于复合效应而产生新的功能。多功能复合材料是功能复合材料的发展方向。
- 超导材料
- 能源材料
  - 太阳能电池材料
  - 储氢材料
  - 固体氧化物电池材料
- 磁性材料
  - 软磁材料
  - 永磁材料（硬磁材料）
- 智能材料
- 塑木复合材料